# Коту (Уда, Арджеш)
Коту (рум. Cotu) — село у повіті Арджеш в Румунії. Входить до складу комуни Уда.
Село розташоване на відстані 129 км на північний захід від Бухареста, 22 км на захід від Пітешть, 88 км на північний схід від Крайови, 115 км на південний захід від Брашова.

## Населення
За даними перепису населення 2002 року у селі проживали 153 особи, усі — румуни. Усі жителі села рідною мовою назвали румунську.